# Bracon frontalis
Bracon frontalis är en stekelart som beskrevs av Szepligeti 1914. Bracon frontalis ingår i släktet Bracon och familjen bracksteklar. Inga underarter finns listade.